# 武斯特胡森
武斯特胡森（德語：Wusterhusen）是德国梅克伦堡-前波美拉尼亚州的市镇，隶属于前波美拉尼亚-格赖夫斯瓦尔德县。总面积为19.17平方千米，截至2023年12月31日总人口为1,068人。